# Niuoko
Niuoko ist eine Riffinsel im Riffsaum des Atolls Nukulaelae im Inselstaat Tuvalu.

## Geographie
Niuoko bildet zusammen mit Tumiloto und einigen winzigen Eilanden den östlichen Riffsaum des Atolls und bildet dadurch auch den östlichsten Punkt des Inselstaates. Die Insel ist sehr langgestreckt und wird im Norden nur durch einen schmalen Kanal von Kalilaia und Tapulaeani getrennt. Im Süden schließt sich nach Westen Fetuatasi und Fenulaiago an. Die Insel weist einen dichten Bestand von Pisonia grandis auf.
Das Ostende der Lagune steht als Nukulaelae Conservation Area unter Naturschutz. 2010 fand dort ein Marine Zensus statt.

## Geschichte
1865 erwarb ein Handelskapitän im Auftrag der deutschen Firma J.C. Godeffroy & Sohn einen Pachtvertrag auf 25 Jahre für Niuoko. Allerdings wurde lange Jahre über die Rechtmäßigkeit gestritten, zumal die Deutschen Sklaven auf die Insel bringen wollten. Letztendlich blieben die Deutschen bis zum Auslaufen des Pachtvertrags 1890.